# Józef Staroń
Józef Staroń (* 11. Februar 1940; † 18. Juli 1999) war ein polnischer Radrennfahrer und nationaler Meister im Radsport.

## Sportliche Laufbahn
Staroń war im Straßenradsport und im Bahnradsport aktiv. 1965 und 1966 gewann er die nationale Meisterschaft in der Mannschaftsverfolgung. Den polnischen Titel im Straßenrennen gewann er 1965. 1964 war er Vizemeister geworden. 1963 und 1968 holte er jeweils einen Etappensieg in der Polen-Rundfahrt. Der 9. Platz 1965 war dabei sein bestes Resultat im Endklassement. Er startete für den Verein Włókniarz Łódź.